# Jonas De Backer
Jonas De Backer (Vilvoorde, 4 oktober 1990) is een Belgisch voormalig mountainbiker.

## Levensloop
In 2013 maakte hij als 22-jarige zijn debuut bij de profs bij het Vanomobil MTB Cycling Team. Nadat hij 3 maanden in het Spaanse Calp het seizoen voorbereidde, maakte hij op 1 april zijn debuut tijdens de MTB Topcompetitie in het Nederlandse Nieuwkuijk, hij werd 5de. Een week later werd hij in Norg zelfs 3de. Naarmate het seizoen vorderde reed hij steeds beter, met een 37ste plaats tijdens de Wereldbeker van Nové Město na Moravě en de bronzen medaille tijdens het Belgisch kampioenschap mountainbike, achter veldrijders Tom Meeusen en Sven Nys.
Enkele jaren nadat hij zijn fiets op 26-jarige leeftijd aan de haak had gehangen, opende hij een koffiezaak te Diepenbeek. Hier probeert hij een variëteit aan koffies aan te bieden. Centraal daarbij staat een 'koffieboon van de maand'. 

## Palmares
| Seizoen | BK    | EK | WK |
| ------- | ----- | -- | -- |
| 2013    | Brons |    |    |